# 駐烏蘭巴托臺北貿易經濟代表處

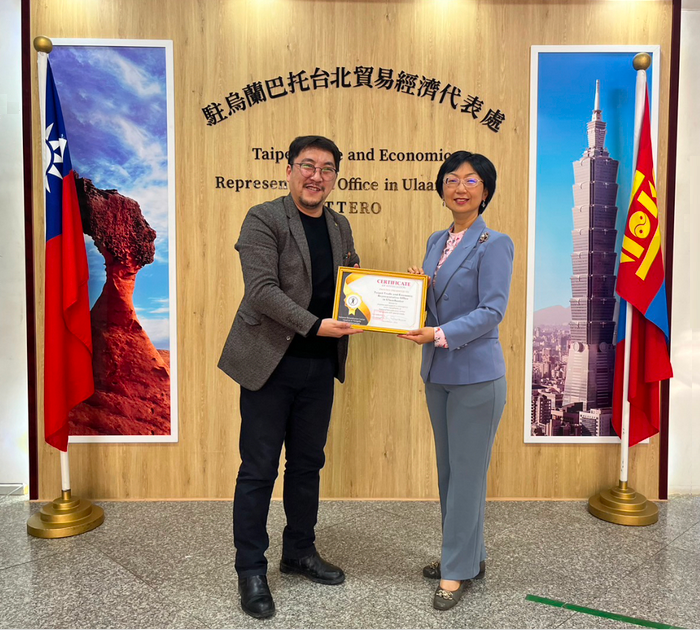
2022年12月，駐蒙古國代表羅靜如（右）與訪客合影於代表處前。

駐烏蘭巴托臺北貿易經濟代表處（拉丁化：Ulaanbaatar Khotyn Khudaldaa Ediin Zasgiin Tölöölögchiin Gazar），是中華民國（臺灣）在蒙古國的代表處。兩者間無正式外交關係，但該機構在實務運作上相當於實質大使館。
2002年9月1日，中華民國外交部設立駐烏蘭巴托臺北貿易經濟代表處，此前駐蒙古機構則是外貿協會在2002年6月成立的台灣貿易中心。
蒙古方面的對應單位則是2003年12月正式成立的駐台北烏蘭巴托貿易經濟代表處。

## 外部連結
- 駐蒙古代表處 （页面存档备份，存于）